# Gymnema hainanense
Gymnema hainanense är en oleanderväxtart som beskrevs av Ying Tsiang. Gymnema hainanense ingår i släktet Gymnema och familjen oleanderväxter. Inga underarter finns listade i Catalogue of Life.